# Den multinationale styrke i Libanon
Den multinationale styrke i Libanon (Engelsk: Multinational Force in Lebanon (MNF)) var en international fredsbevarende styrke oprettet i 1982 og sendt til Libanon for at have opsyn med tilbagetrækningen af PLO. Deltagerne omfattede kontingenter af det amerikanske marinekorps, franske faldskærmssoldater, italienske og britiske soldater.

## Baggrund
Amerikanerne havde tidligere involveret sig i libanesiske forhold – under Libanon krisen i 1958. I den intervention blev 14.000 amerikanere sendt til Libanon af præsident Dwight D. Eisenhower for at dæmpe oppositionen vendt mod præsident Camille Chamoun og visse nabostater. Operationen blev betragtet som en succes.
I 1975 begyndte Den libanesiske borgerkrig. Israelsk-palæstinensiske kampe i juli 1981 blev afsluttet med en våbenhvile arrangeret af USAs præsident Ronald Reagans særlige udsending, Philip C. Habib, og bekendtgjort den 24. juli 1981. Våbenhvilen blev respekteret de næste 10 måneder, men en serie begivenheder, inklusive PLO-raketangreb mod det nordlige Israel førte til, at Israel invaderede Libanon for at fjerne PLO's styrker.
De israelske styrker bevægede sig hurtigt gennem Sydlibanon, og omringede Vestbeirut midt i juni, hvor de påbegyndte en 3 måneder lang belejring af palæstinensiske og syriske styrker i byen. 
Gennem hele denne periode, som så svære israelske luft-, flåde- og artilleribombardementer af Vestbeirut, arbejdede ambassadør Habib på at få en aftale i stand. I august 1982 lykkedes det ham at få en aftale i stand om evakuering af syriske tropper og PLO fra Beirut.
MNF blev oprettet samme måned med deltagelse af USA, Frankrig og Italien.

## Første landinger
Franske tropper landede i Beirut den 21. august, amerikanerne fire dage senere den 25. august og italienerne den 25. august. Denne første styrke bestod af 800 amerikanske, 400 franske og 800 italienske soldater. PLO trak sig tilbage fra Beirut til Tunesien den 30. august; marineinfanteristerne og andre ikke-libanesiske tropper trak sig senere tilbage til skibe i Middelhavet.

## Voksende involvering
På trods af PLO's tilbagetrækning fra Beirut, var MNFs involvering langt fra ovre. Den 14. september, blev den libanesiske præsident Bachir Gemayel myrdet. Og fra den 16. til d. 18. september, blev hundreder af palæstinensere, hovedsageligt kvinder, børn og ikke våbenføre mænd, myrdet af Israels allierede, de kristne falangister, i Sabra og Shatila. Dette fik USA's præsident Ronald Reagan til at organisere en ny MNF med Frankrig og Italien. Den 29. september, entrede denne nye styrke Beirut med omkring 1200 marineinfanterister. Formålet var at hjælpe den nye libanesiske regering og hær med at skabe stabilitet. Denne nye styrke bestod af 1.400 marineinfanterister (senere øget til 1.800) af 2nd Battalion, 8th Marine Regiment. Det landsatte bataljonshovedkvarter var ved Beirut Internationale Lufthavn. Frankrigs kontingent bestod af 1.500 faldskærmstropper fra det 8. marine faldskærmskompagni (8ème RPIMa) havde base i Vestbeirut, og de 1.400 italienske tropper befandt sig i området mellem Vestbeirut og lufthavnen. I februar 1983 sluttede Storbritannien under betegnelsen BRITFORLEB (BRITish FORces LEBanon) sig til MNF. Det var primært krigsskibe, men også en eskadron med Ferret panservogne fra Queen's Dragoon Guards. Seks Blackburn Buccaneer jagerbombere fra RAF-basen Akrotiri på Cypern var til rådighed for BRITFORLEB.
I vinteren 1982-83, havde MNF succes med deres mission. Skønt officielt neutral, var styrken medvirkende til at forhindre angreb fra diverse libanesiske fraktioner og den israelske hær. Men styrken kom i stigende grad under ild fra fraktioner i den libanesiske borgerkrig. 
Den 18. april , 1983, blev den amerikanske ambassade i Vestbeirut udsat for en bombe, som dræbte 63 mennesker. Denne eksplosion var et klart tegn på modstand mod MNF. 
Den 17. maj 1983 indvilligede den israelske hær i at trække sig tilbage fra Beirut. Det amerikanske marinekorps sloges med medlemmer af shia- og drusermilitser. Adskillige marineinfanterister blev dræbt og andre såret. Som svar sendte de amerikanske krigsskibe USS Virginia og USS John Rodgers granater mod shiitiske og drusiske stillinger nær Beirut.

## Angrebet på forlægningerne i Beirut 1983
MNF blev tildelt et ødelæggende slag den 23. oktober, da en lastbilsbombe kørt af en selvmordsbomber ramte de amerikanske og franske forlægninger i Beirut, hvor 241 amerikanske marineinfanterister og 58 franske soldater blev dræbt. Denne handling tilføjede MNF dets største tab og der lød røster om tilbagetrækning fra Libanon. Men præsident Reagan sagde at marineinfanteristerne ville blive. 
Ansvaret for de to bomber er ikke blevet endeligt placeret. USA beskylder Hizbollah og Iran for bombningerne.

## Senere konfrontationer og tilbagetrækning
Franske fly angreb Bekaadalen i november, hvor de udså sig den iranske revolutionsgarde som mål. De hævdede at dette var som svar på bomberne mod forlægningerne. Omkring denne tid steg spændingerne mellem Syrien og USA, da syriske antiluftskytsbatterier ramte amerikanske fly, mens disse patruljerede over Libanon. Dette kulminerede i den første egentlige amerikanske militære indblanding den 4. december. Efter at være blevet skudt på af syriske missilbatterier, angreb amerikanske flådefly syriske missilbatterier i bjergene øst for Beirut. Under denne episode skød syriske jord til luft-missiler to amerikanske fly ned: en A-6 Intruder og en A-7 Corsair. Piloten på A-7'eren blev reddet, men den ene af A-6 flyets besætning blev dræbt og den anden taget til fange af syrerne. 
Den samme dag blev otte amerikanske marineinfanterister dræbt af granater fra syriskstøttede militser ved lufthavnens observationspost.
Som svar på mere syrisk ild, beskød slagskibet USS New Jersey den 14. og 15. december mål i Libanon. I mellemtiden havde Yasir Arafat og PLO forladt Tripoli den 20. december på fem græske skibe, med kurs mod Tunesien. MNF blev igen genstand for mål den 21. december, med en lastbilsbombe, som dræbte en fransk soldat og 14 libanesere udenfor en fransk militær base og en bombe, som dræbte fire på en bar.
Den amerikanske præsident Reagan blev nu presset af Kongressen til at trække tropperne tilbage fra Libanon. Dette pres blev større, da den libanesiske premierminister trådte tilbage den 5. februar.  Shiitiske og drusiske militser begyndte at slås uden for Beirut den 6. februar og kastede hovedstaden ud i kaos. Reagan beordrede de 1.700 marineinfanterister til at begynde tilbagetrækningen den 7. februar.
Italienerne trak sig ud den 20. februar; de sidste amerikanere fulgte efter den 26. februar. De sidste franske tropper var ude 31. marts.

## Tab
Amerikanerne mistede 265 soldater i Libanon, alle undtagen ni i fjendtlige episoder, og alle undtagen 24 ved bombningen mod forlægningen. 159 blev såret. Frankrig mistede 89 soldater (58 af dem i bombningen mod forlægningen) og italienerne mistede to.